# Helenus (dierenarts)
Helenus was een dierenarts die waarschijnlijk in de vijfde of vierde eeuw leefde. Van zijn geschriften zijn enkele fragmenten bewaard gebleven, die in het Latijn zijn gepubliceerd door Joannes Ruellius in 1530 in Parijs.